# باتريك كولومب
باتريك كولومب هو لاعب هوكي جليد كندي، ولد في 23 أبريل 1985 في Saint-Fabien ‏ في كندا.

## وصلات خارجية
- باتريك كولومب على موقع دوري الهوكي الوطني (الإنجليزية)
- باتريك كولومب على موقع EliteProspects.com (الإنجليزية)
- باتريك كولومب على موقع HockeyDB.com (الإنجليزية)
- باتريك كولومب على موقع Hockey-Reference.com (الإنجليزية)